# Gmina Saue
Gmina Saue (est. Saue vald) – gmina wiejska w Estonii, w prowincji Harju.
W skład gminy wchodzą:
- 1 miasteczko: Laagri
- 16 wsi: Aila, Alliku, Hüüru, Jõgisoo, Kiia, Koppelmaa, Maidla, Pällu, Pärinurme, Püha, Tagametsa, Tuula, Valingu, Vanamõisa, Vatsla, Ääsmäe.